# Forschungsgruppe Bewegtbildwissenschaft
Die Forschungsgruppe Bewegtbildwissenschaft Kiel/Münster ist ein hochschulübergreifendes und personengebundenes Forschungsnetzwerk der Muthesius Kunsthochschule in Kiel, der Fachhochschule Kiel und der MSD – Münster School of Design der FH Münster. Seit 2011 arbeitet die Gruppe um die Professoren Lars Christian Grabbe, Patrick Rupert-Kruse, Norbert M. Schmitz und Hans J. Wulff (Christian-Albrechts-Universität zu Kiel; im Ruhestand) an der Etablierung einer eigenständigen Bewegtbildwissenschaft, ausgehend von den interdisziplinären Wechselwirkungen und Impulsen innerhalb der modernen Bildwissenschaft.

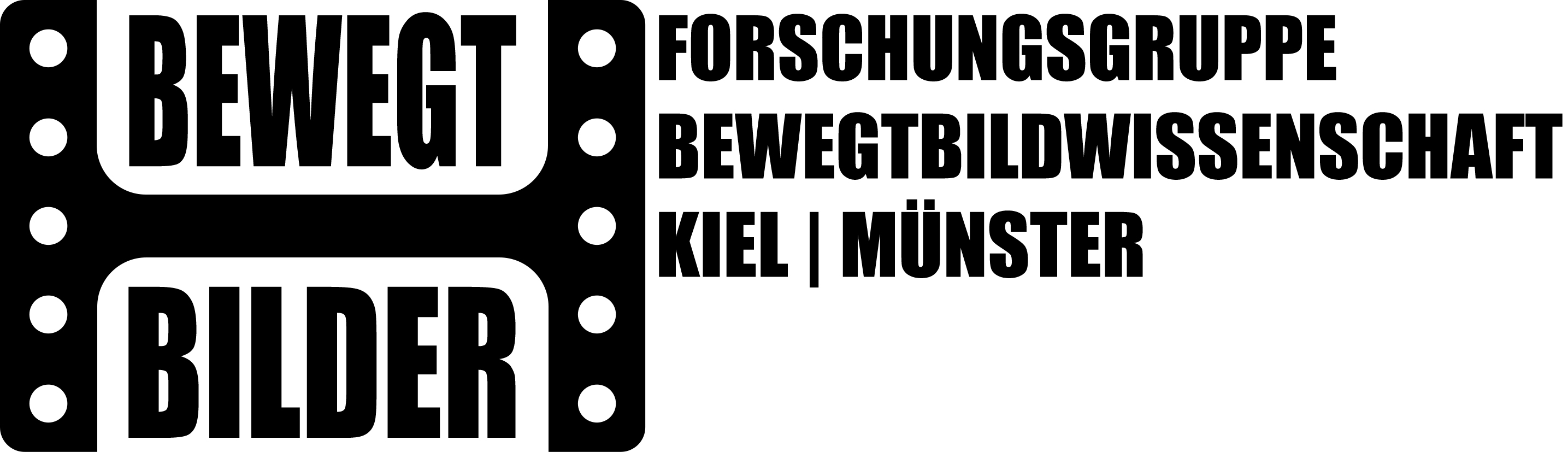

## Ziele
Die Forschungsgruppe organisierte seit Gründung zehn Fachkonferenzen und etablierte die Buchreihen Bewegtbilder und Yearbook of Moving Image Studies im Büchner-Verlag. Erklärtes Ziel ist das Versammeln unterschiedlicher interdisziplinärer und internationaler Perspektiven im Kontext der Erforschung dynamischer Bildlichkeit, um einerseits die technische Dynamik von (Bild-)Medien zu erfassen und andererseits die rezeptiven Bedingungen des Verhältnisses von Bild und Apparat – im Kontext einer Dynamisierung der Bilder – adäquat zu analysieren. Nach diesem Verständnis versteht sich die Bewegtbildwissenschaft als verknüpft mit technisch orientierten Disziplinen wie auch kulturwissenschaftlichen Diskursen, so dass die Vernetzung von Medientheorie, Philosophie, Rezeptions-, Medien- und Filmwissenschaft sowie Designtheorie, Kultur- und Kunstgeschichte in den letzten Jahren zahlreiche Forschungsergebnisse befördern konnte.

## Leitung
Die Aktivitäten der Forschungsgruppe werden mit Stand vom September 2021 von folgenden Personen geleitet:
- Patrick Rupert-Kruse, Fachhochschule Kiel (Leitung und Referent für hochschulpolitische Kommunikation).
- Lars C. Grabbe, MSD – Münster School of Design der FH Münster (Leitung und Referent für hochschulpolitische Kommunikation sowie Presse- und Öffentlichkeitsarbeit).
- Norbert M. Schmitz, Muthesius Kunsthochschule (Leitung und Koordinator sowie wissenschaftlicher Beirat).

## Konferenzen
(Quelle:)
- 2011: Grenzen und Möglichkeiten einer Bildtheorie des Films. Kiel.
- 2012: Film als multimodales Phänomen und Synkretismus. Kiel.
- 2012: Auf dem Sprung zum dynamischen Bild. Folge, Serie und »philosophical toy«. Kiel.
- 2013: Interfaces und Dispositive (interaktiver) Bewegtbilder. Kiel.
- 2014: Kognition – Repräsentation – Verkörperung. Kiel.
- 2015: Perzeption – Rezeption – Interaktion. Spielarten und Ausprägungen der Verarbeitung von Medienbildern. Kiel.
- 2016: Immersion – Design – Art: Revisited. Transmedia Form Principles in Contemporary Art and Technology. Kiel.
- 2017: Mediality – Multimodality – Materiality: Concepts for Media and Image Studies in the Era of the »Technosphere«. Kiel.
- 2018: FURE+ The Future of Reading and Media. Eine zweisprachige Design-Meets-Science-Conference. Münster.
- 2019: Modalitäten des Bildes: Der Multimodalitätsbegriff aus bildwissenschaftlicher Perspektive. Kiel.
- 2023: Storytelling/Transdisziplinär: Gegenwärtige Erzählstrategien und -formate zwischen Design, Kunst, Medienkultur und ästhetischer Tradition. Münster.

## Publikationen (Auswahl)
- Bildmodi. Der Multimodalitätsbegriff aus bildwissenschaftlicher Perspektive. Hg. von Lars C. Grabbe, Patrick Rupert-Kruse und Norbert M. Schmitz. Büchner-Verlag, Marburg 2021.
- Bildgestalten. Topographien medialer Visualität. Hg. von Lars C. Grabbe, Patrick Rupert-Kruse und Norbert M. Schmitz. Büchner-Verlag, Marburg 2020.
- Technobilder. Medialität, Multimodalität und Materialist in der Technosphäre. Hg. von Lars C. Grabbe, Patrick Rupert-Kruse und Norbert M. Schmitz. Büchner-Verlag, Marburg 2019.
- Image Evolution. Technological Transformations of Visual Media Culture. Hg. von Lars C. Grabbe, Patrick Rupert-Kruse und Norbert M. Schmitz. Yearbook of Moving Image Studies (YoMIS). Büchner-Verlag, Marburg 2019.
- Immersion – Design – Art: Revisited. Transmediale Formprinzipien neuzeitlicher Kunst und Technologie. Hg. von Lars C. Grabbe, Patrick Rupert-Kruse und Norbert M. Schmitz. Büchner-Verlag, Darmstadt 2018.
- Image Temporality. Time, Space and Visual Media. Hg. von Lars C. Grabbe, Patrick Rupert-Kruse und Norbert M. Schmitz. Yearbook of Moving Image Studies (YoMIS). Büchner-Verlag, Darmstadt 2017.
- Bildverstehen. Spielarten und Ausprägungen der Verarbeitung multimodaler Bildmedien. Hg. von Lars C. Grabbe, Patrick Rupert-Kruse und Norbert M. Schmitz. Büchner-Verlag, Darmstadt 2017.
- Image Embodiment. New Perspectives of the Sensory Turn. Hg. von Lars C. Grabbe, Patrick Rupert-Kruse und Norbert M. Schmitz. Yearbook of Moving Image Studies (YoMIS). Büchner-Verlag, Darmstadt 2016.
- Bildkörper. Zum Verhältnis von Bildtechnologien und Embodiment. Hg. von Lars C. Grabbe, Patrick Rupert-Kruse und Norbert M. Schmitz. Büchner-Verlag, Darmstadt 2015.
- Cyborgian Images. The Moving Image between Apparatus and Body. Hg. von Lars C. Grabbe, Patrick Rupert-Kruse und Norbert M. Schmitz. Yearbook of Moving Image Studies (YoMIS). Büchner-Verlag, Darmstadt 2015.